# Alison Bartosik
Alison Bartosik (Flagstaff, 20 de abril de 1983) es una deportista estadounidense que compitió en natación sincronizada.
Participó en los Juegos Olímpicos de Atenas 2004, obteniendo dos medallas de bronce en las pruebas dúo y equipo. Ganó dos medallas en el Campeonato Mundial de Natación de 2003.

## Palmarés internacional
| Juegos Olímpicos   | Juegos Olímpicos   | Juegos Olímpicos  | Juegos Olímpicos  |
| Año                | Lugar              | Medalla           | Prueba            |
| ------------------ | ------------------ | ----------------- | ----------------- |
| 2004               | Atenas (Grecia)    | Medalla de bronce | Dúo               |
| 2004               | Atenas (Grecia)    | Medalla de bronce | Equipo            |
| Campeonato Mundial |                    |                   |                   |
| Año                | Lugar              | Medalla           | Prueba            |
| 2003               | Barcelona (España) | Medalla de plata  | Combinación libre |
| 2003               | Barcelona (España) | Medalla de bronce | Equipo            |